# Jiang Qing
Jiang Qing (în chineză: 江青; Wade–Giles: Chiang Ch'ing, n. 5 martie 1914, Zhucheng⁠(d), Shantung⁠(d), Republica Populară Chineză – d. 14 mai 1991, Dongcheng District⁠(d), Beijing, Republica Populară Chineză) a fost cea de a patra și ultima soție a lui Mao Zedong, cunoscută sub numele de Madame Mao. În tinerețe a fost o actriță chineză și a jucat un mare rol politic în timpul Revoluției Culturale Chineze. 

## Biografie
Pe scenă a adoptat numele de Lan Ping (蓝苹). A fost cea de-a patra soție a lui Mao Zedong, căsătorindu-se cu el în Yan'an, în noiembrie 1938; a fost prima doamnă a Chinei de după revoluție. Este cunoscută ca autoarea alianței politice radicale cunoscută sub numele de Banda celor patru. 
Cu toate acestea, a fost arestată la o lună după moartea lui Mao (1976), pentru tendințele sale radicale. Jiang Qing a fost cea mai puternică persoană din ultimii ani ai regimului maoist.
Jiang Qing a fost secretara personală a lui Mao în anii 1940 și șefa secției de Filmare al Departamentului de Propagandă al Partidului Comunist în 1950. A fost un reprezentant important al lui Mao în primele etape ale Revoluției Culturale. În 1966 a fost numită directoare a Grupului Central de Revoluționari. A colaborat cu Lin Biao la dezvoltarea ideologiei lui Mao, precum și la cultul personalității lui Mao. Influența ei a fost mare în perioada de vârf a revoluției, în afacerile de stat, în special în cele legate de artă și cultură. În 1969, ea a câștigat un loc în Biroul Politic al Partidului Comunist.
Înainte de moartea lui Mao, Banda celor Patru controla numeroase instituții politice, inclusiv mass-media și propaganda. Cu toate acestea, Jiang Qing s-a aflat de multe ori în contradicție cu alți lideri comuniști. Moartea lui Mao, în 1976, i-a luat o bună parte din puterea politică. Jiang a fost arestată în octombrie 1976 de către Hua Guofeng și aliații săi, fiind condamnată de către ceilalți membri ai partidului. De atunci, Jiang Qing a fost declarată oficial ca făcând parte din Grupul „contrarevoluționar Lin Biao și Jiang Qing” (林彪江青反革命集团) căruia i s-a atribuit cea mai mare parte din vina pentru pagubele și distrugerile cauzate de Revoluția Culturală. Deși a fost inițial condamnată la moarte, sentința i-a fost comutată la închisoare pe viață în 1983. După ce a fost eliberată pentru tratament medical, Jiang Qing s-a sinucis în luna mai 1991.

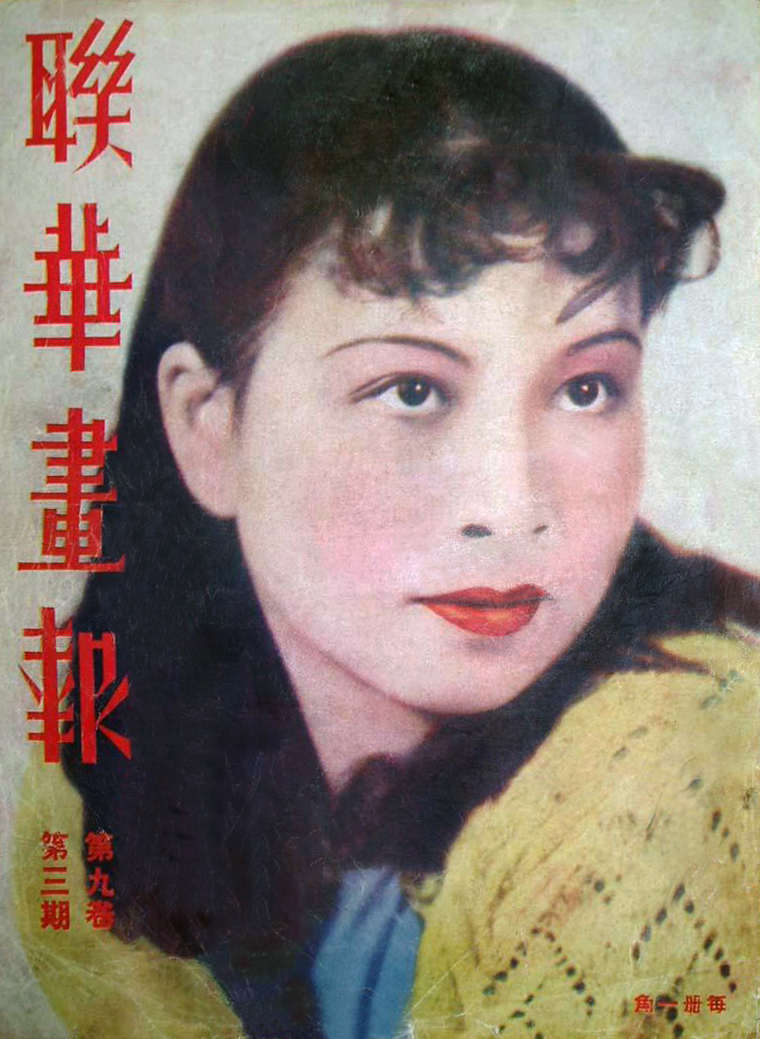
Jiang Qing pe coperta unei reviste de film

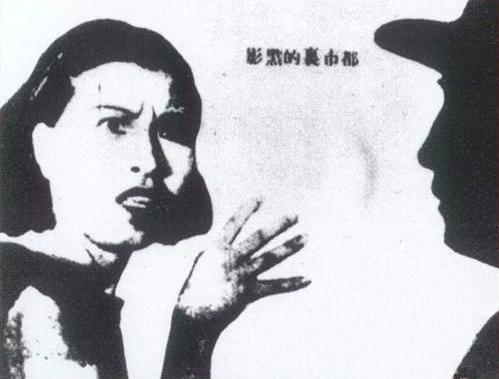
Jiang Qing în 1935 într-un afiș de film

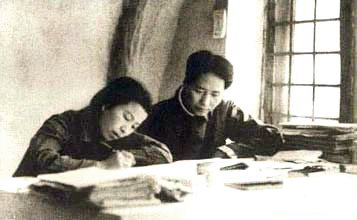
Mao și Jiang Qing scriind împreună în Yan'an, 1938.

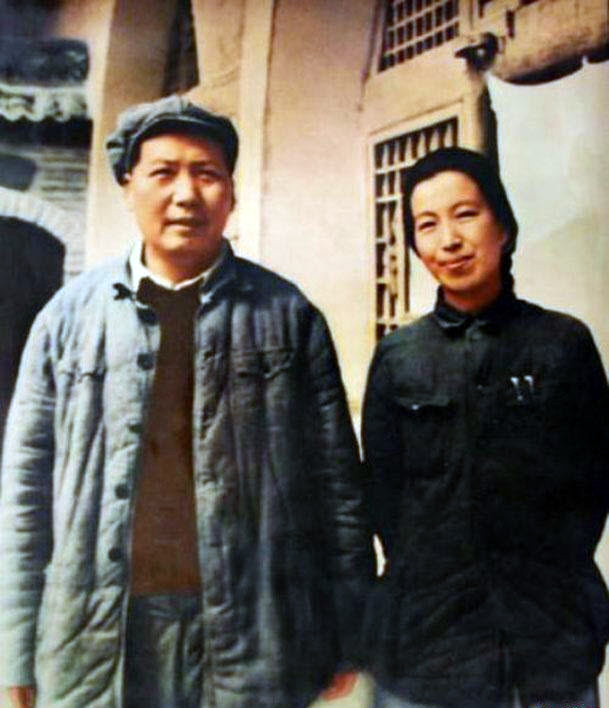
Mao și Jiang Qing, 1946

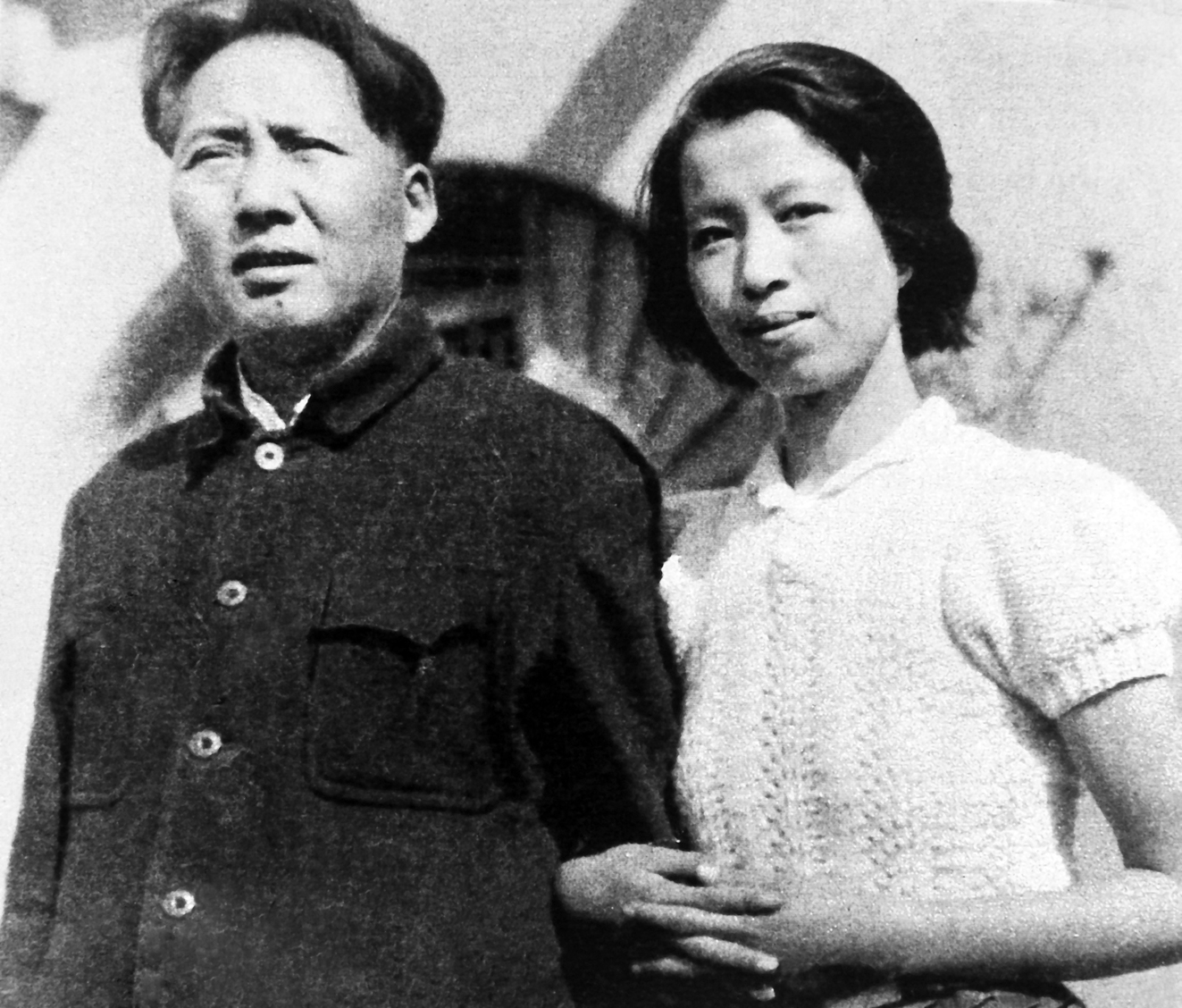
Tânăra Jiang Qing cu Mao în Yan'an